# Лазна
Лазна (словен. Lazna) — невелике розпорошене поселення в общині Нова Гориця, Регіон Горишка, Словенія. Висота над рівнем моря: 950,9 м.

## Населення
Станом на 2018 рік, населення села налічувало 9 осіб. 
| 1991 | 2002 | 2011 | 2018 |
| ---- | ---- | ---- | ---- |
| → 14 | ↗ 3  | ↘ 11 | ↘ 9  |